# 김재열 (야구인)
김재열(金在烈, 1961년 4월 25일 ~ )은 전 KBO 리그 롯데 자이언츠와 빙그레 이글스의 선수이다.